# مدان
مَدان، هو ثالث أبناء النبي إبراهيم من زوجته قطورة التي تزوجها بعد وفاة زوجته الأولى سارة. ومن إخوته: يقشان وزمران ويشباق ومَدْيَن وشوحا.

## في العربية
ذكر في تاريخ الطبري، قال: «وولد لإبراهيم عليه السلام إسماعيل وهو أكبر ولده - وأمه هاجر وهي قبطية، وإسحاق، وكان ضرير البصر، وأمه سارة ابنة بتويل بن ناخور بن ساروع بن أرغوا بن فالغ بن عابر بن أرفخشد بن سام بن نوح - ومدن، ومدين، ويقسان، وزمران، وأسبق، وسوح، وأمهم قنطورا بنت مقطور من العرب العاربة». وعن سعيد بن جبير: «أن أهل مدين [هم] قبيلة تنسب إلى مدين بن إبراهيم من زوجته «قطورة» التي تزوجها بعد موت سارة. والظاهر أن هؤلاء القوم كانوا قوماً عرباً جاء إليهم مدين بن إبراهيم وصاهرهم وعاش بينهم، وصار له فيهم رهط وأسرة، ولذلك سماهم الله أهل مدين نسبة إليه».

## في التاريخ
كما ذكر المؤرخ اليهودي يوسيفيوس أن إبراهيم وزع أبنائه في مستعمرات بعيدة عن أرض الميعاد ليبقيهم بعيدًا عن ممتلكات إسحاق. وبناء على وعد الله في نشر ذريته على الأرض، سكن أبناء قطورة في المناطق «العربية الخيرة» التي تصل إلى حد البحر الأحمر.